# Buncheong

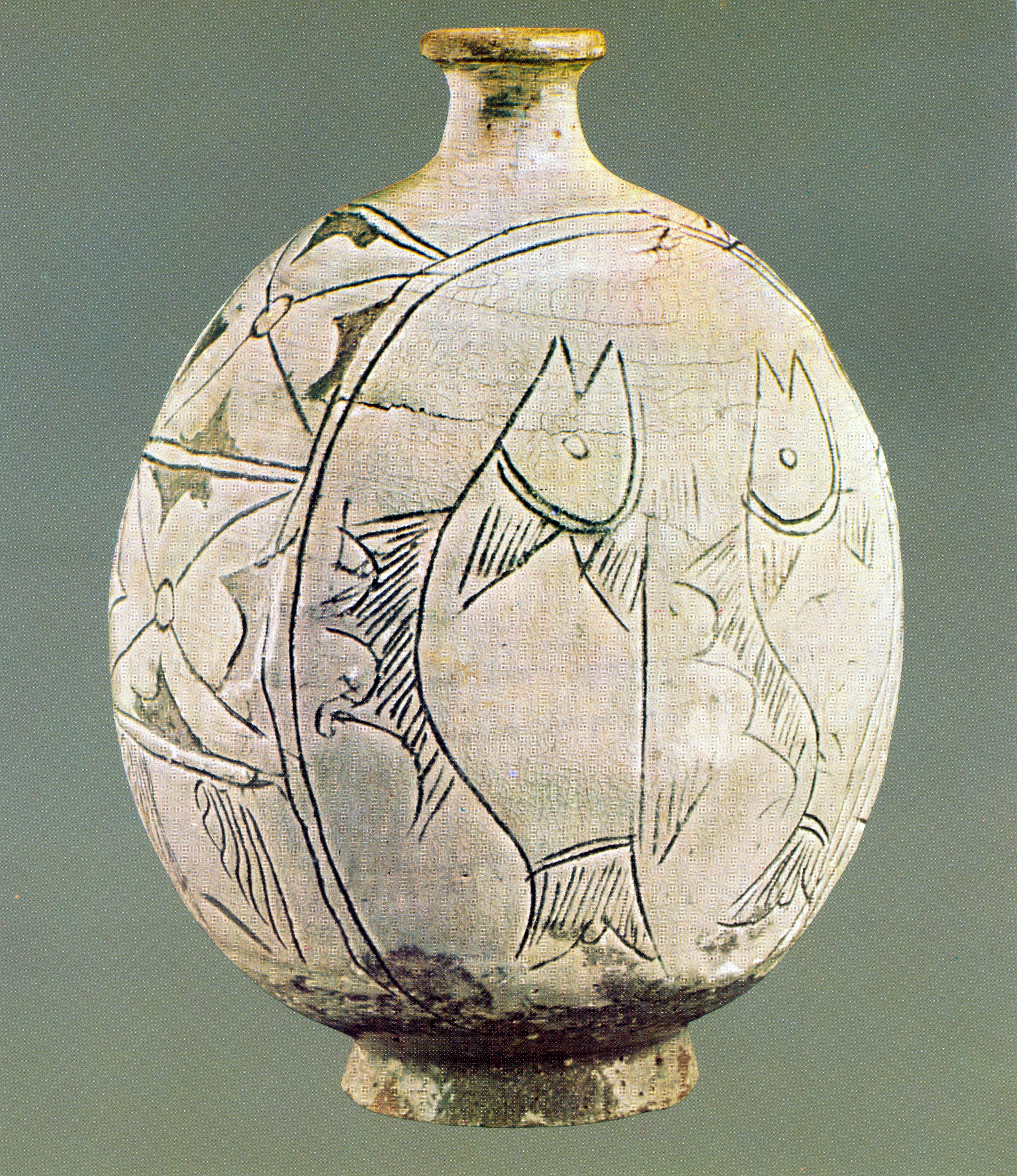
Buncheong
Hangul - 분청사기
Hanja - 粉靑沙器

Buncheong, o Punch'ong Ware, es una forma de gres tradicional Coreana, con un tono de color verde azulado. Las piezas están recubiertas con una capa de engobe de arcilla blanca, y los diseños decorativos son pintados usando un engobe a base de hierro. El estilo surgió a principios de la dinastía Joseon, en sustitución de gran parte del celadón de uso común. En gran parte desapareció de Corea después del siglo XVI debido a la popularidad de las porcelanas blancas. En los tiempos modernos, el estilo se ha reavivado en Corea.

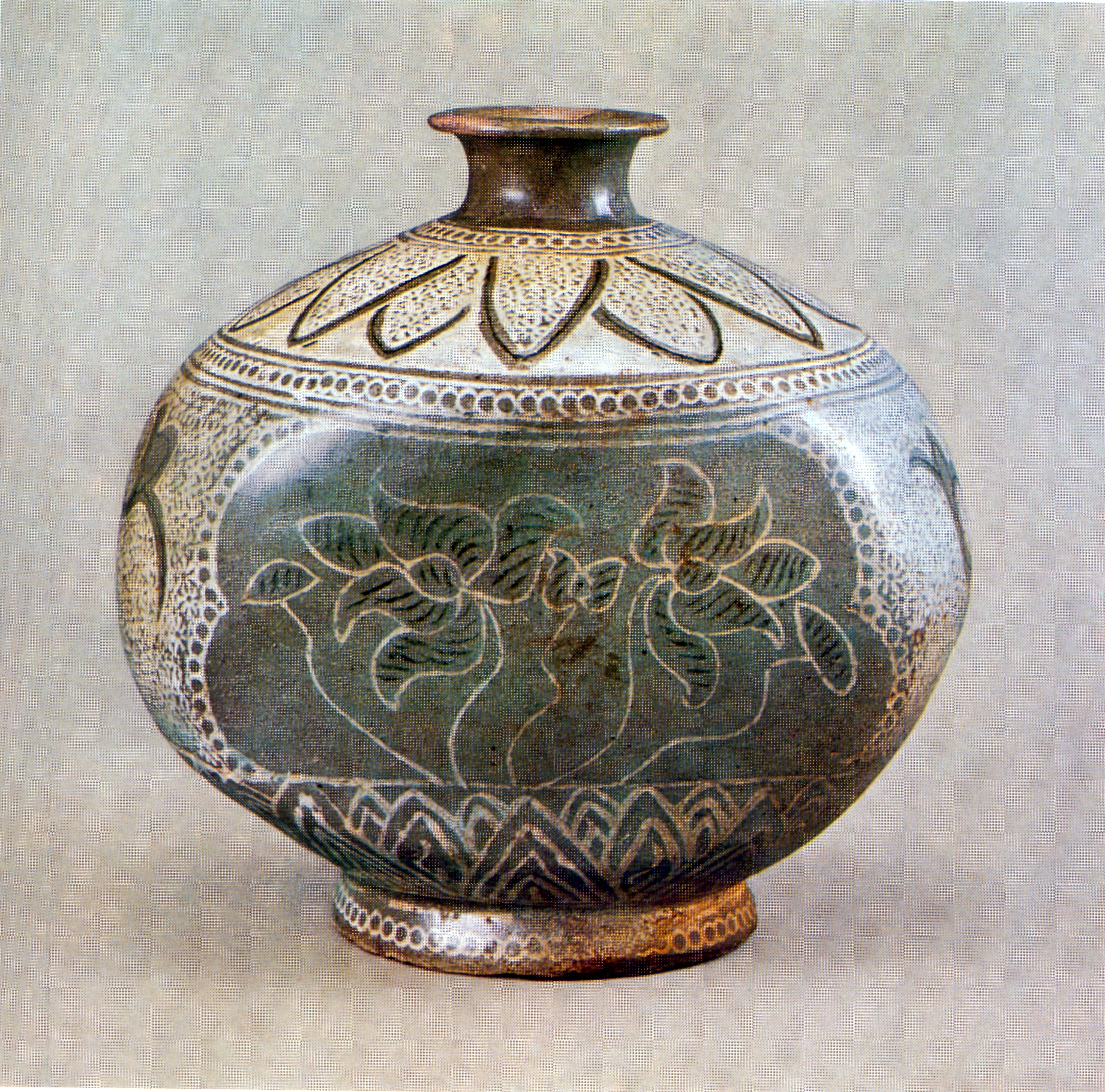
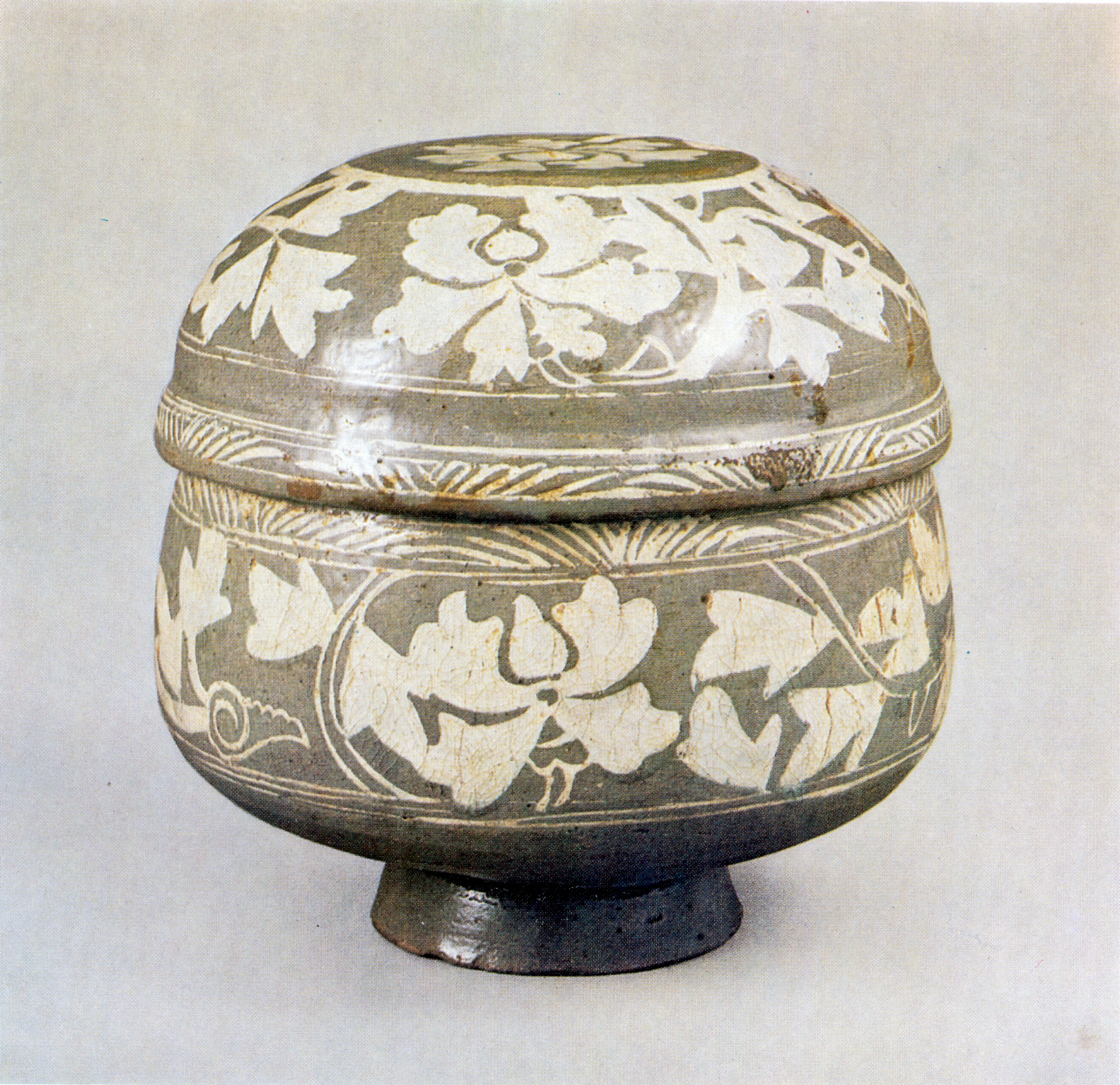
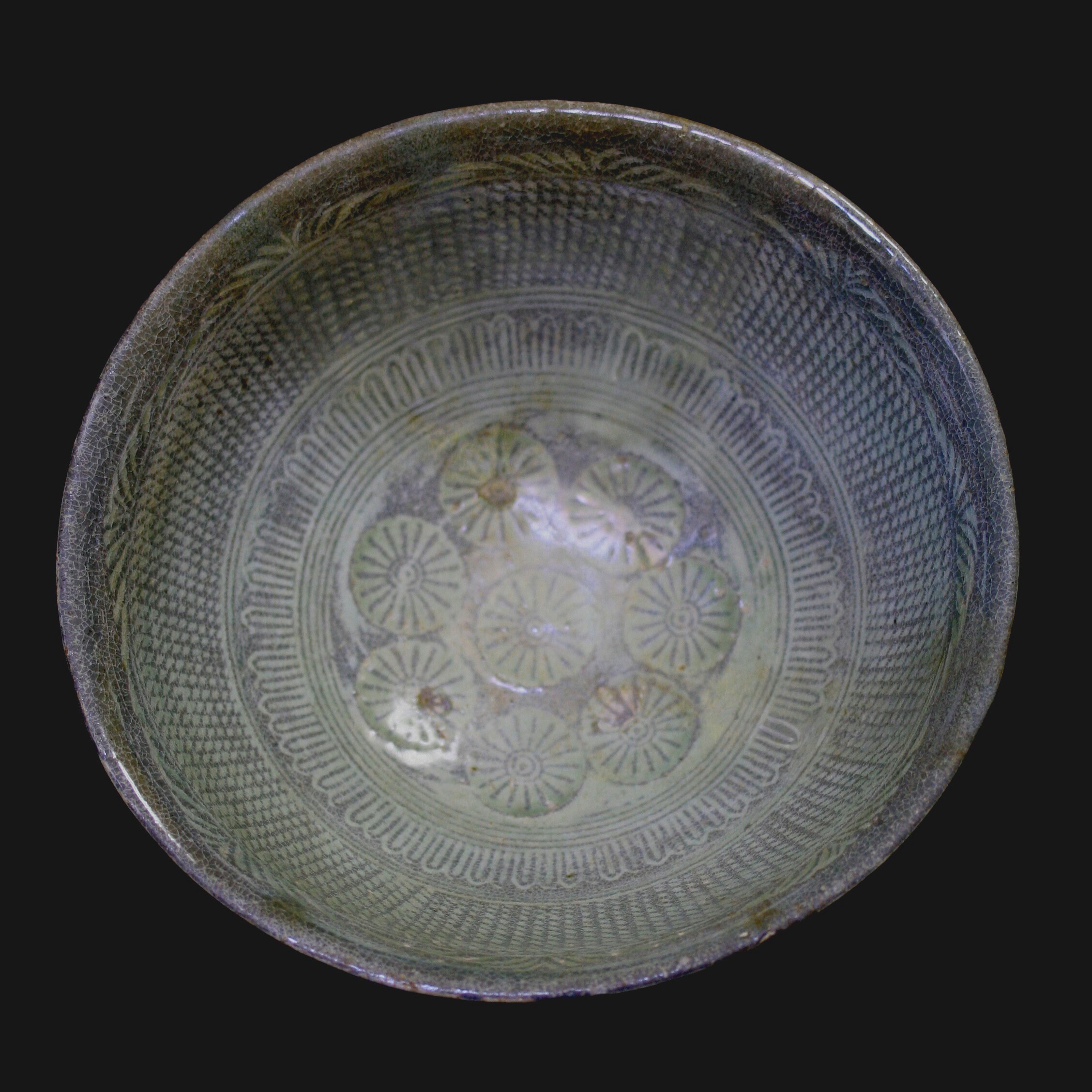
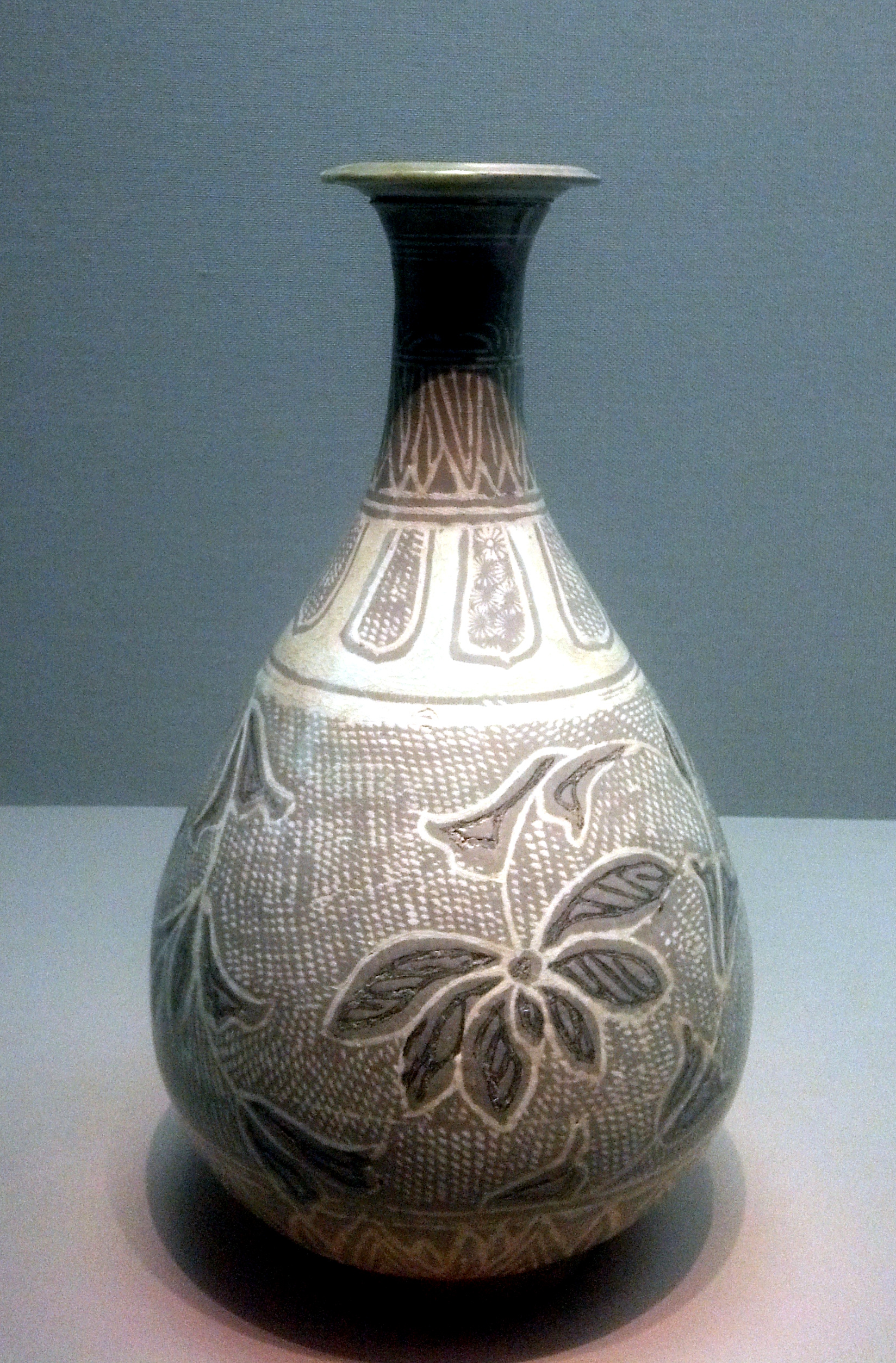